# District de Mackenzie
Pour les articles homonymes, voir District de Mackenzie (Canada) et Mackenzie.
Le district de Mackenzie est situé dans la région de Canterbury, dans l'île du Sud de la Nouvelle-Zélande.

Le lac Poaka, dans le district de Mackenzie. Janvier 2020.

S'étendant sur 7 442 km2 et comptant 3 750 habitants lors du recensement de 2006, c'est l'une des zones les moins densément peuplées du pays, avec 0,5 personne par kilomètre carré. Le terrain étant très accidenté dû aux Alpes du Sud, les petites villes et villages y sont peu nombreux et peu peuplés. Fairlie, siège du conseil du district, compte 700 habitants.
Le district inclut le sommet le plus élevé du pays, l'Aoraki/Mont Cook, ainsi que le parc national Aoraki/Mount Cook.
L'économie du district est basé sur le tourisme et l'agriculture, surtout l'élevage de moutons (pour lait et/ou laine).

## Sources
- (en) Mackenzie District Council
- (en) Final counts – census night and census usually resident populations, and occupied dwellings - Canterbury Region, Statistics New Zealand

- (it) Cet article est partiellement ou en totalité issu de l’article de Wikipédia en italien intitulé « Distretto di Mackenzie » (voir la liste des auteurs).